# 充電陷阱

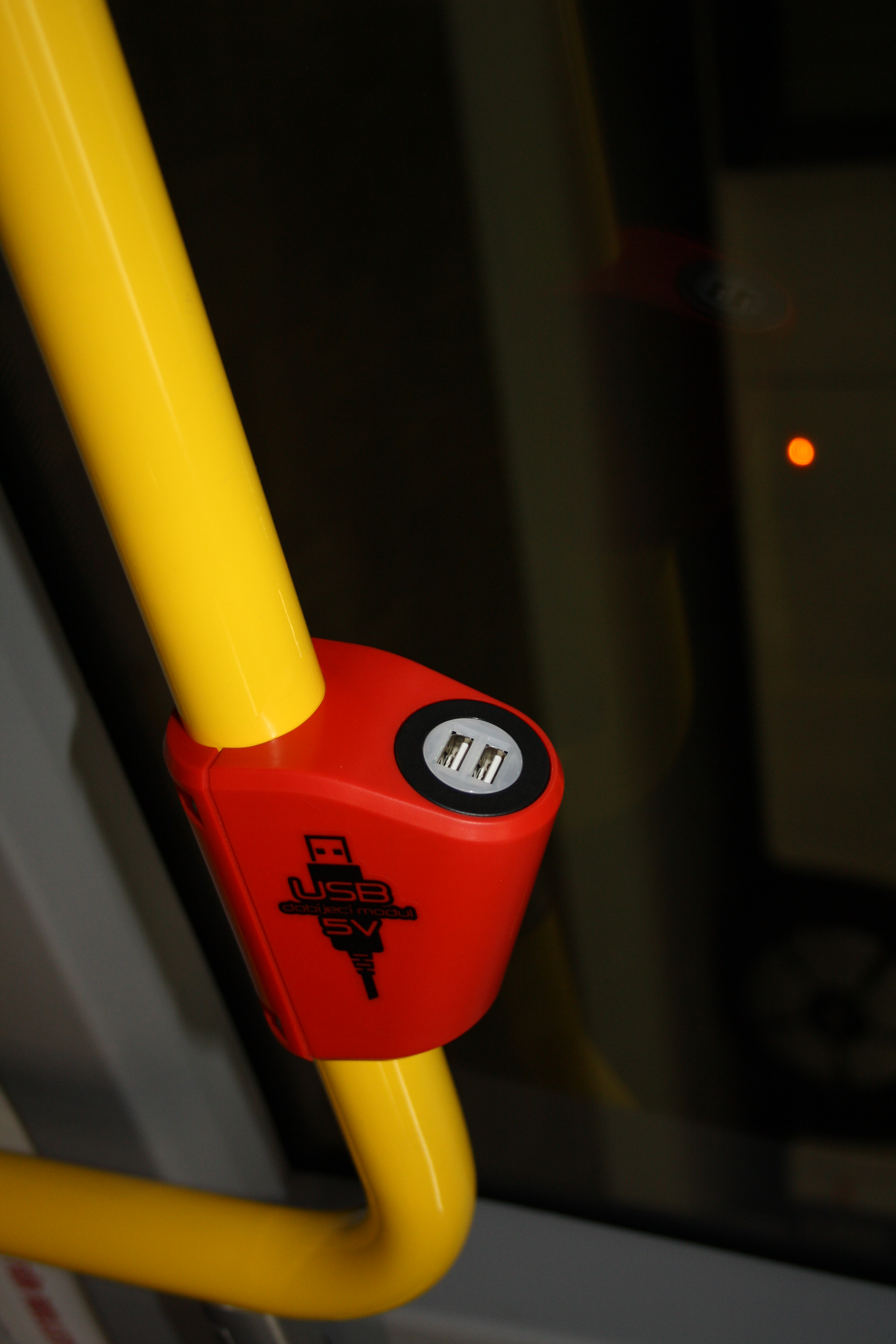
公交车上的USB充电口

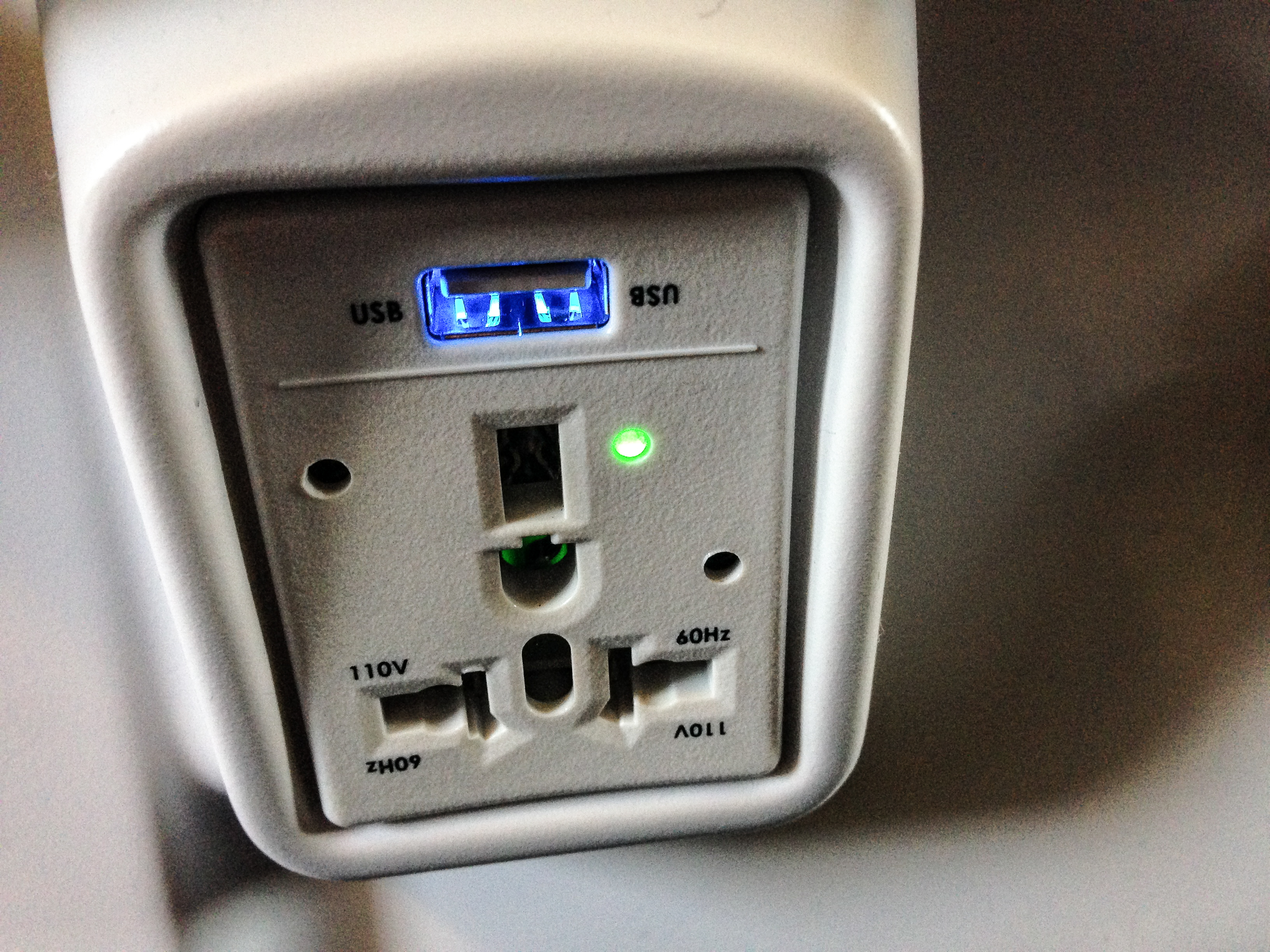
飞机上的国际交流电电源与USB充电口

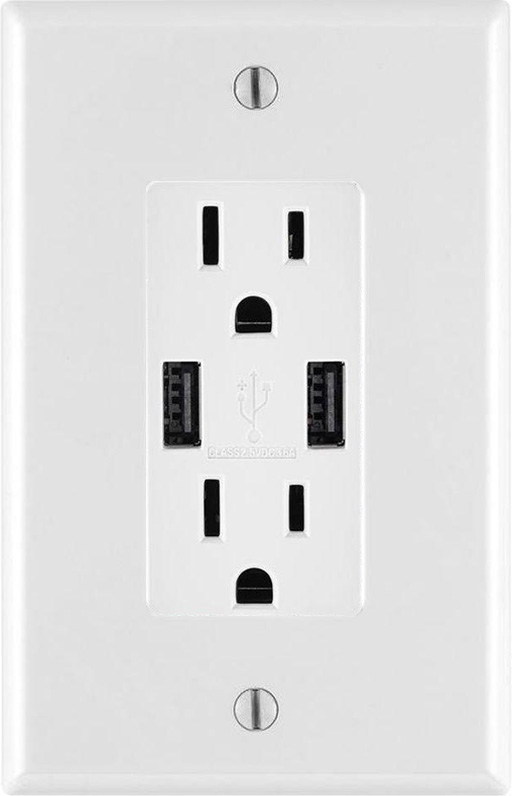
北美交流电电源与USB充电口

充电陷阱或充电偷窃（亦称充电座盗取数据）是一種针对同时用作数据链接的充电口的网络攻击，通常经USB接口工作。实施的攻击行为一般为在智能手机、平板电脑或者笔记本电脑等移动设备上安装恶意软件或者窃取敏感数据等。

## 公开调研
在DEF CON网络安全会议发起设立的绵羊墙活动上，安置了一些会自动向设备发送信息的充电接口。每个充电接口都装有隐藏CPU，当有设备在上充电时，其会自动向用户发送一条提示信息——提示用户不应在公共充电口上充电。具体来说，当用户充电时，手机屏幕上会显示“免费充电站”，接着警告用户“不要相信任何公共充电站”。这是一种无害的充电陷阱，旨在提高大众对这种攻击行为的防范意识。 绵羊墙充电站的设计者还演示了可以通过充电站实行的其他恶意行为，比如数据窃取、设备跟踪，并指出现有公共充电站并不值得信任。
2012年，信息安全研究员凯尔·奥斯本发布了一种名为P2P-ADB攻击框架，该框架使用USB On-The-Go接口连接攻击者手机与受害者靶机完成攻击行为。随这种框架一同发布的还有证明其可行的证据和实例，同时表明该框架不仅可以解锁手机，还能窃取包括靶机上谷歌帐号登陆密钥在内的各种隐私信息。
2013年的美国黑帽大会上，来自佐治亚理工学院（英語：Georgia Institute of Technology）的研究员和学生发布了一种通过USB接口工作的恶意工具，名为Mactans。它造价低廉，可以在iPhone充电时向当时的IOS系统上安装恶意软件。同时，这种恶意软件可以绕过iOS内置的所有安全措施，并以苹果隐藏iOS中后台进程的方式隐藏自身。
2014年的黑帽大会，来自SRLabs的安全研究员卡斯腾·诺尔（英語：Karsten Nohl）和雅各布·莱尔（英語：Jakob Lell）发布了其对BadUSB漏洞的研究成果。他们指出在受感染的电脑上为手机或其他移动设备充电是传播该漏洞最简单的方法之一。他们同时发布了一段可以通过该漏洞感染安卓设备的恶意固件代码。
白羊安全和绵羊墙的研究员2016年再次聚焦充电陷阱问题。他们设置了一种“屏幕窃取”充电站，当手机连接这种恶意充电站时，其可以录制手机屏幕活动。当时，所有支持基于USB的SlimPort协议或MHL协议的安卓手机均受影响。甚至使用Lightning充电接口的iPhone也没能幸免。
2018年的RSA大会上，Symantec的研究员公开了Trustjacking漏洞。 他们发现当用户允许计算机通过USB访问iOS设备时，该可信访问级别同时也信任了计算机上的iTunes API，而iTunes API可通过无限局域网访问该设备。通过该漏洞，攻击者可以在iOS设备断开USB连接后继续对侵入该设备。
名为_MG_的研究员发布了“O.MG 线缆”，这是一种USB线材植入物。该线缆本身嵌入了一种微控制器，肉眼难以直观地发现其与普通线缆之间的差异。该微控制器接受攻击者或渗透测试人员通过无限局域网发出的命令，并在其插入的主机上运行。

## 公共警告与流行文化
首次报道充电陷阱並發明該詞彙的，是以报道网络经济犯罪著称的著名美國記者布赖恩·克雷布斯。2011年8月，他在Defcon19绵羊墙活动上的特殊充电亭上收到了警告信息后，便在他的新闻网站上刊登了首篇报道。绵羊墙的研究员认为其充电站能使公众注意到这类潜在威胁。他们同时表示，他们已经讨论出了一种针对正在充电执行恶意操作的工具，这种工具还未被发布。
2012年9月，Hak5上的一篇文章展示了许多通过P2P-ADB框架完成的攻击。该攻击框架的作者是就职于硅谷的网络安全工程师凯尔·奥斯本（英語：Kyle Osborn），这种框架可以通过手机之间USB OTG连接完成攻击。 年末，美国国家安全局发布文件警告差旅中的政府职员关注充电陷阱所带来的安全风险。文件要求政府职员在海外差旅活动中只应使用个人携带的充电器，避免使用公共充电亭和他人的电脑充电。
2014年3月发布的Android黑客手册（英語：Android Hackers Handbook）以专门的章节讨论充电陷阱与ADB-P2P攻击框架。
2015年4月的美国警匪影集CSI犯罪现场：网路犯罪第一季第九集聚焦于充电陷阱。
2019年11月，洛杉矶地方副检察官发布公共服务公告，警告民众在即将到来的旅游旺季注意防范遭遇充电陷阱风险。 后来，由于当地并没有发现因恶意公共充电亭引发的公共案件，且当地检察院亦未起诉任何与此有关的刑事案件，这份公共服务公告遭到审查。

## 应对措施

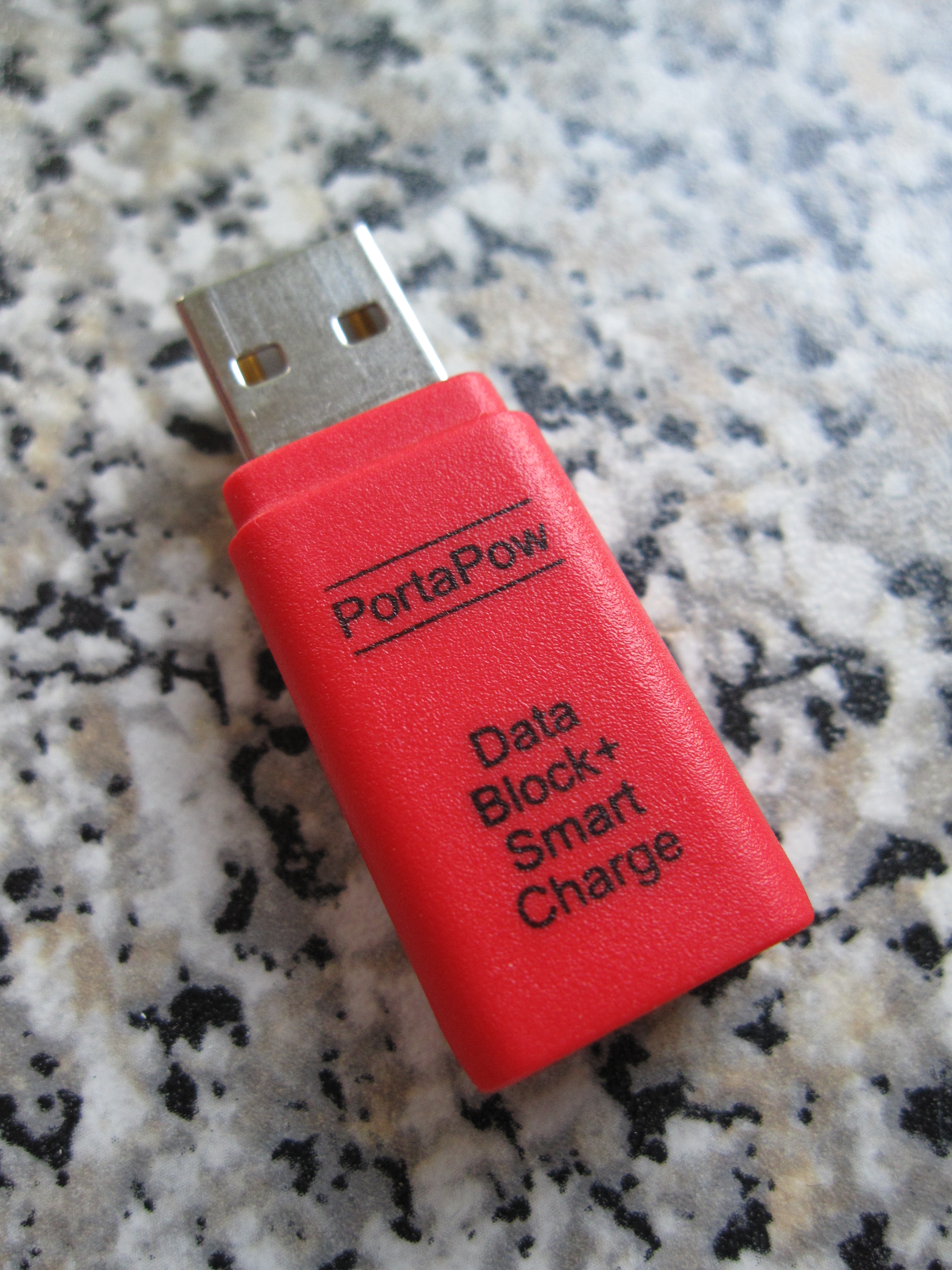
USB安全转接头

苹果公司旗下的iOS系统已经采取了一系列的措施防御来自USB的攻击。例如当连接USB时，不再自动将设备挂载为存储器，以及发布了针对Mactans漏洞的安全补丁。安卓设备在链接USB时，会询问用户是否将设备挂载为存储器。从4.2.2版本起，安卓引入了验证白名单的步骤，以防止攻击这未经授权即使用安卓调试桥。
使用厂商随机附送的交流电源适配器，或者使用仅充电USB线缆可以大大降低遭受攻击的风险。2012年，有厂商生产出一种USB安全转接头可以禁用USB线缆的数据传输功能。此外，也有很多零售商销售移除数据传输功能的USB充电线缆。